# مارجوت تاولي
مارجوت تاولي (بالإسبانية: Margot Taulé)‏ (من مواليد 30 أغسطس 1920 في سانتو دومينغو، جمهورية الدومينيكان؛ وتُوفيت في 11 يوليو 2008 في سانتو دومينغو أيضًا) هي مهندسة معمارية وأول مهندسة مسجلة في جمهورية الدومينيكان.

## حياتها المبكرة وتعيمها
تاولي هي إحدى ابنتين لمهاجرين فرنسيين. درست في قسم الهندسة المدنية والهندسة المعمارية في جامعة سانتو دومينغو السابقة (التي أصبحت تُعرف الآن بجامعة أنتوما سانتو دومينغو) من عام 1940 إلى عام 1944، وحصلت على درجة البكالوريوس في الهندسة والعمارة في عام 1948.

## أعمالها
تولّت تاولي مسؤولية التصميم الإنشائي للمبنى الذي يضم الكونغرس الوطني الدومينيكي. تم تكليفها بتصميم هذا الهيكل من قِبَل الدكتاتور رافائيل ليونيداس تروجيلو في الستينيات وما زال مستخدمًا حتى اليوم. عملت تاولي أيضًا كمهندسة هيكلية جنبُا إلى جنب مع المهندسين المعماريين الدومينيكان المشهورين مثل هنري جازيون، وغييرمو غونزاليس، وليو بو وخوسيه كارو.
قدمت مارجوت تاولي أيضًا مساهمات كبيرة ودائمة في التطوير الأكاديمي لمهنة الهندسة والعمارة في جمهورية الدومينيكان. وفي عام 1956 حصلت على لقب «أستاذ كامل» في جامعة سانتو دومينغو. وقد شغلت المنصب حتى عام 1964 عندما غيرت الجامعة اسمها إلى جامعة أنتوما سانتو دومينغو.
أسّس مجموعة من الأساتذة والمثقفين الموقرين المحبطين من الوضع في جامعة أنتوما سانتو دومينغو في عام 1966 جامعة بيدرو هينريكز يورينا الوطنية، وكانت تاولي واحدة من الأساتذة المؤسسين وعضو في لجنة التوجيه الرئيسية. عملت تاولي كأستاذ في قسم الهندسة المدنية والهندسة المعمارية والرياضيات، كما شغلت منصب عميد كلية الهندسة المعمارية، وعميد كلية الهندسة. وفي عام 2003 تم انتخابها من قبل مجلس الأمناء كرئيس للجامعة، وهو المنصب الذي شغلته حتى عام 2005. وفي عام 1985 حصلت تاولي على لقب الأستاذ المتميز في جامعة بيدرو هينريكز يورينا الوطنية تكريمًا لمساهماتها في تدريس الهندسة والهندسة المعمارية.